# Eséka
Eséka é uma cidade dos Camarões localizada na província de Centro. Eséka é a capital do departamento de Nyong-et-Kéllé.